# Waleri Alexandrowitsch Klimow
Waleri Alexandrowitsch Klimow (russisch: Валерий Александрович Климов; * 16. Oktober 1931 in Kiew; † 22. Februar 2022 in Frankfurt am Main) war ein russischer Geiger und Geigenlehrer.

## Leben
Klimow stammte aus einer Musikerfamilie. Erste musikalische Unterrichtsstunden nahm er bei seinem Vater, dem Dirigenten Alexander Klimow. Ab seinem siebten Lebensjahr (1938) studierte er am Musikinternat für musisch hochbegabte Kinder in Odessa bei P.S. Stoljarski, seit 1945 bei B.S. Mordkowitsch.  1951 setzte er seine Studien bei B.S. Fischman am P.I. Tschaikowsky Konservatorium in Kiew fort. Er wechselte 1953 zu David Oistrach an das Moskauer P.I. Tschaikowsky Konservatorium, schloss dort sein Grundstudium 1953 mit Auszeichnung ab und schloss bis 1959 dort eine Graduiertenausbildung an.
1958 gewann er den ersten Internationalen Tschaikowski-Wettbewerb in Moskau. Ab 1957 wirkte Klimow als Solist bei den Moskauer Philharmonikern.
Ab 1965 unterrichtete Klimow am Moskauer Konservatorium und ab 1974 leitete er dort die Violin-Abteilung. Ab 1989 unterrichtete er an der Musikakademie Saarbrücken.
Das Moskauer Glinka-Zentrum charakterisiert den Geiger Klimow folgendermaßen: „Waleri Klimow lernte die besten Traditionen aus der Schule von Professor D.F. Oistrach - Maß, Schlichtheit und Kunstfertigkeit im Vortrag, brillante technische Fähigkeiten, die Fähigkeit, musikalische Bilder zu verkörpern, wobei die vielfältigen Klangfarben des Instruments verwendet werden. Seine Geige singt ausdrucksvoll und schön, die Art und Weise, wie er spielt, ist frei und ungezwungen.“